# فرودگاه آلوم راک
فرودگاه آلوم راک (به انگلیسی: Alum Rock Airport) یک فرودگاه است که یک باند فرود چمن دارد. این فرودگاه در کشور ایالات متحده آمریکا قرار دارد .